# Petr Blažek (historik)
Petr Blažek (* 20. června 1973 Hradec Králové) je český historik. Pracuje v Ústavu pro studium totalitních režimů a od roku 2023 je také ředitelem Muzea paměti XX. století.

## Studium
V letech 1993–1998 absolvoval magisterské studium učitelství pro 3. stupeň na Vysoké škole pedagogické v Hradci Králové (obor: český jazyk a literatura – dějepis). V letech 1996–2001 absolvoval magisterské studium historie na Ústavu českých dějin Filozofické fakulty Univerzity Karlovy v Praze. V roce 2002 zde obhájil rigorózní práci (PhDr.) a v roce 2008 disertační práci (Ph.D.).

## Odborné zaměření
Zabývá se československými dějinami, dějinami odboje a opozice proti komunistickému režimu a československo-polskými vztahy.
Publikoval řadu historických studií, edic dokumentů a rozhovorů s pamětníky. Působil jako odborný poradce u vzniku řady dokumentárních (např. Proces H, Nikomu jsem neublížil, Neznámí hrdinové, Nízká vysoká hra, Anticharta, mechanismus loajality) a hraných (např. Pouta, Hořící keř, Šarlatán) historických filmů. Je autorem či spoluautorem výstav o králích Šumavy, dějinách K-231, Janu Palachovi, případech sebeupálení ve světě, vzniku Charty 77, politickém procesu s členy Výboru na obranu nespravedlivě stíhaných (VONS) v roce 1979 a politickém procesu s JUDr. Miladou Horákovou a dalšími odsouzenými v roce 1950. Je hlavním autorem webových stránek o Janu Palachovi a dějinách VONS. Je hlavním autorem návrhu a obsahu historických expozicí v Památníku Jana Palacha ve Všetatech a v Památníku tří odbojů v Lošanech. 
V  lednu 2017 byl Senátem Parlamentu České republiky zvolen členem Etické komise České republiky pro ocenění účastníků odboje a odporu proti komunismu. V prosinci 2021 byl Senátem Parlamentu České republiky zvolen také pro druhé funkční období.
V letech 2011–2020 byl členem redakční rady časopisu Securitas Imperii. Od roku 2023 je předsedou redakční rady časopisu Paměť a dějiny (členem redakční rady od roku 2012 s přestávkou v letech 2016–2023), který v roce 2007 založil společně s historikem Petrem Kourou. Dále je členem mezinárodní vědecké rady časopisu polského Ústavu národní paměti Aparat Represji w Polsce Ludowej 1944–1989.
V letech 2019–2022 byl členem správní rady Muzea paměti XX. století, kde v letech 2022 a 2023 také vedl oddělení historického vzdělávání a od prosince 2023 zastává funkci ředitele.
V roce 2020 inicioval vznik festivalu dokumentárních filmů o XX. století Nezlomní a obětovaní. Je předsedou její programové rady.
Od roku 2023 je členem komise pro otázky masových hrobů v Ďáblicích, která byla ustanovena při Úřadu vlády ČR.

## Publikační činnost (výběr)
- BLAŽEK, Petr – VODRÁŽKA, Miroslav: Zbyněk Fišer | Egon Bondy a Státní bezpečnost. Muzeum paměti XX. století, Praha 2024, 880 s. + CD
- POKORNÝ, Vojtěch – MIKULEC, Jiří – BLAŽEK, Petr: Musica Navalis. Dějiny slavností a kultu sv. Jana Nepomuckého. Svatojánský spolek, Praha 2022, 454 s.
- BLAŽEK, Petr: Happeningem proti totalitě. Společnost za veselejší současnost v roce 1989. Argo – ÚSTR, Praha 2022, 157 s.
- BLAŽEK, Petr – POSPÍŠIL, Filip – LAUBE, Roman: Lennonova zeď v Praze. Studie, rozhovory, dokumenty. Muzeum paměti XX. století, Praha 2021, 536 s.
- BLAŽEK, Petr – MELKOVÁ, Pavla: Hrana: Památník Jana Palacha ve Všetatech. Národní muzeum, Praha 2020, 220 s.
- BLAŽEK, Petr – POKORNÝ, Vojtěch: Duchovní střed Evropy: Dějiny Mariánského sloupu na Staroměstském náměstí 1650-2020. Muzeum Karlova mostu, Praha 2020, 485 s.
- BLAŽEK, Petr: Živé pochodně v sovětském bloku: Politicky motivované případy sebeupálení v letech 1966–1989. ÚSTR, Praha 2019, 472 s.
- PERSAK, Krzysztof – KAMIŃSKI, Łukasz – ŽÁČEK, Pavel – BLAŽEK, Petr (eds.): Čekisté: Orgány státní bezpečnosti v evropských zemích sovětského bloku 1944–1989. Academia, Praha 2019, 786 s. (rozšířený překlad z polštiny).
- BLAŽEK, Petr – SCHOVÁNEK, Radek: Prvních 100 dnů Charty 77: průvodce historickými událostmi. Academia, Praha 2018, 451 s.
- KAMIŃSKI, Łukasz – BLAŽEK, Petr – MAJEWSKI, Grzegorz: Hranicím navzdory: příběh Polsko-československé solidarity. ÚSTR, Praha 2017, 317 s. (rozšířený překlad z polštiny).
- BLAŽEK, Petr: Ryszard Siwiec 1909–1968 [česko-anglické, doplněné vydání]. ÚSTR – Instytut Pamięci Narodowej, Praha 2015, 248 s.
- BLAŽEK, Petr – JECH, Karel – KUBÁLEK, Michal a kol.: Akce K. Vyhnání sedláků a jejich rodin z usedlostí v padesátých letech. Studie, seznamy a dokumenty. Česká zemědělská univerzita v Praze – Pulchra, Praha 2010, 636 s. (druhé vydání Pulchra 2022)
- POSPÍŠIL, Filip – BLAŽEK, Petr:„Vraťte nám vlasy!“ První máničky, vlasatci a hippies v komunistickém Československu. Academia, Praha 2010, 592 s.